# Mandorlato al cioccolato di Modigliana
Il mandorlato al cioccolato di Modigliana è un dolce dall'aspetto di una piccola torta rotonda a base di cacao, farina, zucchero, scorze di arance e cedro, mandorle e spezie varie. È un dolce tradizionale di Modigliana ed è inserito nell'elenco regionale dei prodotti agroalimentari tradizionali (P.A.T.) della Romagna ed è inserito nell'elenco "Arca del Gusto" di Slow Food.

## Storia
Il prodotto nasce come dolce natalizio e si inserisce nella tradizione toscana del panforte e del pampepato (denominazioni alternative con cui questo dolce era noto dai modiglianesi), data la lunga influenza storica di Firenze sulla zona. Infatti, fu solo nel 1923 che Modigliana passò dalla provincia di Firenze alla provincia di Forlì e l'esistenza del mandorlato al cioccolato è una traccia dell'appartenenza culturale alla Romagna toscana.
Alla base del mandorlato al cioccolato c'è un'antica ricetta tramandata solo oralmente di generazione in generazione per centinaia di anni. Documenti storici dell'Ottocento citano il pasticciere Giuseppe Assirelli come primo produttore su vasta scala di questo dolce, che ricevette nel tempo numerosi riconoscimenti in Italia e all'estero. Negli anni '30 del Novecento Assirelli tramandò la ricetta al suo garzone, Goffredo Cicognani, il cui figlio, Valdemaro, a sua volta ereditò e proseguì l'attività del padre fino alla metà degli anni '90 circa. La ricetta segreta del dolce venne, infine, condivisa con Maurizio Mortani e la sua famiglia, che decisero di rilevare l'attività di Cicognani per preservare l'antica tradizione e promuoverla nel loro laboratorio artigianale "Modigliantica".

## Curiosità
Sebbene la denominazione ufficiale sia "Mandorlato al cioccolato", come riportato sullo stampo più antico del 1906, anno in cui il prodotto ottenne la Medaglia d'argento al Salone Internazionale di Milano, in realtà il prodotto non contiene cioccolato, bensì solo cacao in polvere.
Questa particolarità ha consentito di estenderne la produzione a tutto l'anno e non solo al periodo natalizio: essendo privo di cioccolato, il dolce non si scioglie e può essere prodotto anche nei periodi più caldi dell'anno.

## Preparazione
Alla base del mandorlato al cioccolato c'è un impasto di cacao, farina, zucchero di canna, scorze di arance e cedro, mandorle e 15 spezie, che conferiscono al dolce il suo gusto caratteristico. L'impasto viene avvolto nell'ostia e inserito in stampi circolari di metallo e poi cotto in forno. Il risultato è un dolce di consistenza morbida, privo di grassi e adatto anche all'alimentazione vegana, essendo privo di ingredienti di origine animale.

## Riconoscimenti[1][7][10]
- 1906 Medaglia d'argento al "Salone Internazionale" di Milano
- 1907 Medaglia d'argento del Ministero d'Agricoltura Industria e Commercio
- 1909 Medaglia d'oro con Diploma d'onore all'Esposizione Internazionale di Parigi
- 1910 Gran Diploma d'onore e Croce al merito
- 1910 Diploma e Medaglia d'oro Cremona
- 2010 Prodotto Agroalimentare Tradizionale (P.A.T.) della Romagna.